# Анасарка
Анасарка  — це генералізований набряк шкіри внаслідок значного виходу рідини в позаклітинний простір.
Анасарка є симптомом, який може спричинити печінкова недостатність (цироз печінки), ниркова недостатність, правобічна серцева недостатність, а також гострий дефіцит білка (недоїдання).
Анасарку також може спричинити надмірні внутрішньовенні інфузії. Деякі протиракові хіміотерапевтичні агенти рослинного походження, такі як доцетаксел, спричинюють анасарку через синдром капілярного витоку.